# 2522 Triglav
2522 Triglav là một tiểu hành tinh vành đai chính được đặt theo tên the Slavic deity Triglav. Nó được phát hiện ngày 16 tháng 8 năm 1980 bởi Zdeňka Vávrová ở Kleť.